# Książę Cumberland
Książęta Cumberland 1. kreacji (parostwo Anglii)
- 1644–1682: Rupert Reński, 1. książę Cumberland

Książęta Cumberland 2. kreacji (parostwo Anglii)
- 1689–1708: Jerzy Duński, 1. książę Cumberland

Książęta Cumberland 3. kreacji (parostwo Wielkiej Brytanii)
- 1726–1765: Wilhelm August Hanowerski, 1. książę Cumberland

Książęta Cumberland i Strathearn (parostwo Wielkiej Brytanii)
- 1766–1790: Henryk Fryderyk Hanowerski, książę Cumberland i Strathearn

Książęta Cumberland i Teviotdale (parostwo Wielkiej Brytanii)
- 1799–1851: Ernest August Hanowerski, książę Cumberland i Teviotdale
- 1851–1878: Jerzy Fryderyk Aleksander Karol Ernest August Hanowerski, książę Cumberland i Teviotdale
- 1878–1919: Ernest August Wilhelm Adolf Jerzy Fryderyk Hanowerski, książę Cumberland i Teviotdale